# Kanton Troyes-7
Kanton Troyes-7 (fr. Canton de Troyes-7) byl francouzský kanton v departementu Aube v regionu Champagne-Ardenne. Tvořily ho čtyři obce. Zrušen byl po reformě kantonů 2014.

## Obce kantonu
- Bréviandes
- Rosières-près-Troyes
- Saint-Julien-les-Villas
- Troyes (část)